# Spasmodisk dysfoni
Spasmodisk dysfoni eller laryngeal dystoni är en röstrubbning som karaktäriseras av ofrivilliga muskelrörelser i struphuvudet medan man talar. Spasmodisk dysfoni gör att rösten bryter sig eller att den verkar kvävd och ansträngd.
Personer med spasmodisk dysfoni (SD) kan ha tillfälliga svårigheter att säga ett ord eller två men de kan också ha så stora svårigheter så att deras kommunikation hindras. 
Spasmodisk dysfoni kan drabba vem som helst, dock oftast personer mellan 30 och 50 år. Kvinnor drabbas något oftare än män.

## Tre typer
Det finns tre typer av spasmodisk dysfoni: adduktor-SD, abduktor-SD och en blandform av dem båda. Alla typer handlar om ofrivilliga muskelrörelser som påverkar stämbandsfunktionen på olika sätt.

### Adduktor-SD
Vid adduktor-SD sluts stämbanden ofrivilligt. Spasmerna gör att stämbanden inte kan vibrera och skapa röst. Orden blir därmed avhuggna eller svåra att påbörja – hela talet blir avhugget. Rösten hos en individ med adduktor-SD är vanligtvis ansträngd eller spänd, och den kan ibland beskrivas som ”gråtröst” eller ”vokalstamning”. Vid viskning, skratt, sång eller när man talar med högt tonläge eller på inandning förekommer spasmerna mindre ofta. Stress däremot påverkar muskelspasmerna i negativ riktning. 

### Abduktor-SD
Vid abduktor-SD öppnas stämbanden ofrivilligt. Stämbanden kan inte vibrera när de är öppna och det öppna läget gör att luft läcker från lungorna när man talar. Detta resulterar i att rösten ofta låter svag, tyst och andfådd eller viskande. Liksom vid adduktor-SD förekommer ofta inga spasmer när man skrattar eller sjunger.

### Bland-SD
Bland-SD handlar om en blandform, där både de muskler som öppnar stämbanden och de som stänger dem är involverade. Bland-SD har därför drag av både abduktor- och adduktor-SD.

## Orsak
Det finns ingen känd orsak till spasmodisk dysfoni. Eftersom rösten ibland kan fungera normalt eller nästan normalt, trodde man tidigare att orsaken var psykisk. Även om det kan finnas psykiska orsaker till SD, har forskningen i ökande grad visat att de flesta fallen har neurologisk bakgrund, dvs att de har att göra med nervsystemet (hjärnan och nerverna). 
Hos några individer börjar symtomen med en övre luftvägsinfektion, skada i struphuvudet, en lång period av röstanvändning eller stress. 
Spasmodisk dysfoni kan ibland vara ärftlig. Forskning har identifierat en tänkbar gen i kromosom 9, som kan bidra till att SD kan vara vanlig i vissa släkter. 
Spasmodiska tillstånd kan drabba andra muskler i kroppen som t.ex. överdrivet blinkande, ofrivilliga och upprepade rörelser av muskler i ansiktet, kroppen, armarna, benen, käkmusklerna, läpparna och tungan och nackmusklerna. 

## Diagnos
Spasmodisk dysfoni diagnostiseras vanligtvis genom att dels fastställa hur symtomen utvecklats, dels genom att undersöka individen noggrant. En foniater på röst- och talvårdsavdelningar kan diagnostisera tillståndet och undersöker om det möjligtvis kan finnas andra orsaker till röstrubbningen. 

## Behandling
Det finns idag ingen bot för spasmodisk dysfoni. De behandlingar som finns reducerar enbart symtomen. Röstterapi hos logoped kan minska symtomen, särskilt i lindriga fall. En operation där rekurrensnerven i stämbanden skärs av har förbättrat rösten i allt från åtskilliga månader till många år, men förbättringen är ofta tillfällig. 
Den vanligaste behandlingen idag är injektioner av mycket små doser av botulinumtoxin, botox, direkt in i de drabbade musklerna. Detta är ett gift, som blockerar nervimpulsen till muskeln. Botox-injektionerna förbättrar vanligtvis röstkvaliteten under tre till fyra månader, men därefter återkommer röstsymtomen successivt. Nya injektioner krävs för att bibehålla en god talröst. Några dagar eller någon vecka efter injektionen kan rösten vara svag eller hes, och sväljsvårigheter kan uppstå. 
Botox lindrar symtomen både vid adduktor- och abduktor-SD.